# 瓦尔特·蒙佩尔
瓦尔特·蒙佩尔（德語：Walter Momper；1945年2月21日—），德国政治人物， 1989年至1990年间担任西柏林市长。德国统一之后仍担任柏林市長（1990年－1991年）。1989年至1990年间，担任德国联邦参议院议长。1989年12月22日，参加了勃兰登堡门的开放仪式。